# Laportea humblotii
Laportea humblotii là loài thực vật có hoa trong họ Tầm ma. Loài này được (Baill.) Friis mô tả khoa học đầu tiên năm 1982.